# ГЕС Піражу
ГЕС Піражу — гідроелектростанція на сході Бразилії у штаті Сан-Паулу. Розташована між ГЕС Юрумірім (вище по течії) та малою ГЕС Паранапанема (31 МВт), входить до складу каскаду на річці Паранапанема, лівій притоці Парани.
У межах проєкту річку перекрили бетонною греблею висотою 34 метри та довжиною 600 метрів, яка утримує водосховище з площею поверхні 12,75 км2 (можливо відзначити, що основне накопичення ресурсу для роботи каскаду здійснюється у сховищі згаданої вище ГЕС Jurumirim).
Інтегрований у греблю машинний зал обладнали двома турбінами типу Каплан потужністю по 35,7 МВт, які при напорі у 25 метрів повинні виробляти близько 0,4 млрд кВт·год електроенергії на рік.
Видача продукції відбувається по ЛЕП, що розрахована на роботу під напругою 230 кВ.
Станція була зведена металургійною компанією Companhia Brasileira de Alumínio (CBA), котра потребувала додаткової електроенергії для свого виробництва.